# Takeo Wakabayashi
Takeo Wakabayashi (n. 29 august 1907, Japonia – d. 7 august 1937, Prefectura Hyōgo, Japonia) a fost un fotbalist japonez.

## Statistici
| Japonia | Japonia | Japonia |
| An      | Meciuri | Goluri  |
| ------- | ------- | ------- |
| 1930    | 2       | 4       |
| Total   | 2       | 4       |